# Grampian Mountains
Die Grampian Mountains (auch Grampians, schottisch-gälisch Am Monadh) sind einer der Hauptgebirgszüge Schottlands im Norden des Landes. Sie erstrecken sich von Südwesten nach Nordosten zwischen der so genannten Highland Boundary Fault und dem Glen More. Sie nehmen fast die Hälfte der Landfläche Schottlands ein. Der höchste Berg der britischen Inseln, der Ben Nevis (1345 m) in der Region Lochaber, sowie der zweithöchste Berg Ben Macdui mit 1309 m in der Region Cairngorms, liegen in den Grampians.
Das Gebiet ist, abgesehen von einigen Regionen wie Aviemore, ein Winter- und Schneesportzentrum, sehr dünn besiedelt.
Die Berge bestehen aus Granit, Gneis, Marmor, Schiefer und Quarzit. Zahlreiche Flüsse wie Spey, Don, Dee oder Tay, entspringen in dem Gebirge. Das Gebirge ist erdgeschichtlich älter als der Atlantik und findet seine geologische Fortsetzung in den Appalachen Nordamerikas.

## Namensgebung
Ein Schreibfehler in einer frühen Neuzeitausgabe von Tacitus’ Buch über Gnaeus Iulius Agricola für den Mons Graupius (lateinisch ‚Berg Graupius‘) führte zum Namen Grampian Mountains statt Graupian mountains. Trotz dieser Etymologie ist jedoch die genaue Lage des ursprünglichen Mons Graupius und damit auch die der nach ihm benannten Schlacht bis heute nicht bekannt.
Die schottischen Grampians sind Namensgeber für die Grampians im südost-australischen Bundesstaat Victoria.